# 5993 Tammydickinson
5993 Tammydickinson è un asteroide della fascia principale. Scoperto nel 1981, presenta un'orbita caratterizzata da un semiasse maggiore pari a 2,1761693 au e da un'eccentricità di 0,0687862, inclinata di 1,92536° rispetto all'eclittica.
L'asteroide è dedicato alla planetologa statunitense Tamara Dickinson.